# Brachyuromys
Brachyuromys és un gènere de rosegadors de la família dels nesòmids. Les dues espècies que formen aquest grup viuen a l'est i sud-est de Madagascar. Tenen un aspecte similar al dels arvicolins tot i no estar-hi directament relacionats. El seu pelatge espès i suau és marronós a la part dorsal, amb taques vermelles i negres, mentre que la part ventral és rogenca. El seu nom genèric, Brachyuromys, significa ‘ratolí cuacurt’. Les dades moleculars indiquen que és el tàxon germà de Nesomys.